# Jens Flor
Jens Ludvig Paul Flor (født 1. januar 1888, død 29. maj 1952) var en norsk arkitekt.
En stor del af Flors virksomhed faldt inden for to kategorier: jernbane og Ålesund. Omkring 1913 blev han ansat på NSB's nyoprettede arkitektkontor. Der tegnede han en række stationsbygninger, hvoraf de fleste også tilskrives kontorets leder, Gudmund Hoel. Flor stod ikke mindst for de fleste af stationerne på den nordlige del af Dovrebanen. Banen åbnede i sin helhed i 1921, men bygningerne blev tegnet og opført over en årrække før det. Senere er der opført lignende, om end ikke identiske, bygninger på Bratsbergbanen, Sørlandsbanen, Sunnan-Grongbanen (Nordlandsbanen) og Raumabanen, men Flor krediteres normalt ikke i den forbindelse.
I 1917 blev Flor leder af Ålesund boligråds kontor, og han var stadsarkitekt i 1818-1919. Fra omkring 1920 var meget produktiv som arkitekt i byen og tegnede en række bygninger, der stadig findes. For det meste drejer det sig om private projekter, og stilmæssigt spænder der fra nyklassicisme til funktionalisme.

## Udvalgte værker
Stationsbygninger:
- Ny stationsbygning på Lena Station (1913, sammen med Gudmund Hoel)
- Hvalstad Station (1915)[3]
- Ny stationsbygning på Ådalsbruk Station (1915, sammen med Gudmund Hoel)
- Perronbygning på Skarpsno Station (1917; nedrevet 1993[4])
- Stationsbygninger på den nordlige del af Dovrebanen, herunder Engan (1915; bygning flyttet til Halsetløkka camping), Driva (1916), Oppdal (1916), Fagerhaug (1915), Ulsberg (1915), Berkåk (1915), Garli (1915; brændt 1995 og nedrevet), Soknedal (1915) og Snøan (1915, nedrevet 1973)
- Selsbakk Station (1919, sammen med Gudmund Hoel)[5]
- Brusand Station på Jærbanen (1919)[6]

Bygninger i Ålesund:
- Lejegård i Brunholmgata 11 (1918–19)[7]
- O.A. Devolds gate 13[8] (1920, ombygget 1935)
- Ny fløj til Latinskolen, Kirkegata 6 (1922; i dag en del af Ålesund VGS)[9]
- Villa i pudset tegl, Helleborg 3 (1922)[10]
- Frimurerlogen, Giskegata 12A (1922-23)[11]
- Villa i Øwregata 17 (1923)
- Kongens gate 26 (1929)
- Parkgata 13 (1931)
- Murvilla i Bakkegata 2 (1931–32)[12]
- Bygård i Grensegata 3 (1931–33)[13]
- Brunholmgata 5B (1933)
- Spilkevig's Snøre-, Not- og Garnfabrik, Øwregata 2 (1937)
- Hybelhus i Keiser Wilhelms gate 60 (1939-41)